# Колдвелл (округ, Міссурі)
Шаблон:StateAbbr_ 39°40′ пн. ш. 93°59′ зх. д. / 39.66° пн. ш. 93.98° зх. д.
Округ  Колдвелл (англ. Caldwell County) — округ (графство) у штаті Міссурі, США. Ідентифікатор округу 29025.

## Історія
Округ утворений 1836 року.

## Демографія
За даними перепису 
2000 року 
загальне населення округу становило 8969 осіб, усе сільське.
Серед мешканців округу чоловіків було 4430, а жінок — 4539. В окрузі було 3523 домогосподарства, 2503 родин, які мешкали в 4493 будинках.
Середній розмір родини становив 3,04.
Віковий розподіл населення поданий у таблиці:
| Стать    | До 15 років | 15-21 | 22-29 | 30-39 | 40-49 | 50-65 | 65-85 | Понад 85 |
| -------- | ----------- | ----- | ----- | ----- | ----- | ----- | ----- | -------- |
| Чоловіки | 1051        | 412   | 347   | 555   | 659   | 742   | 587   | 77       |
| Жінки    | 945         | 414   | 320   | 615   | 620   | 761   | 710   | 154      |

## Суміжні округи
- Девісс — північ
- Лівінгстон — схід
- Керролл — південний схід
- Рей — південь
- Клінтон — захід
- Декальб — північний захід

## Виноски
1. ↑  U.S. Decennial Census. United States Census Bureau. Архів оригіналу за 26 квітня 2015. Процитовано 14 листопада 2014.
2. ↑  Historical Census Browser. University of Virginia Library. Архів оригіналу за 11 серпня 2012. Процитовано 14 листопада 2014.
3. ↑  Population of Counties by Decennial Census: 1900 to 1990. United States Census Bureau. Архів оригіналу за 3 грудня 2014. Процитовано 14 листопада 2014.
4. ↑  Census 2000 PHC-T-4. Ranking Tables for Counties: 1990 and 2000 (PDF). United States Census Bureau. Архів оригіналу (PDF) за 18 грудня 2014. Процитовано 14 листопада 2014.
5. ↑  State & County QuickFacts. United States Census Bureau. Архів оригіналу за 7 червня 2011. Процитовано 7 вересня 2013.(англ.) Наведено за англійською вікіпедією.
6. ↑  American FactFinder. Бюро перепису населення США. Архів оригіналу за 29 липня 2011. Процитовано 31 січня 2008.

| США | Це незавершена стаття з географії США. Ви можете допомогти проєкту, виправивши або дописавши її. |